# Javier Bernardes
Javier René Bernardes Banti (Asunción, 18 de agosto de 1966) es un empresario paraguayo, director de varias empresas del sector privado y miembro activo de gremios empresariales.

## Reseña biográfica
Hijo de Manuel Bernardes Brugada y Elsa Banti Giordano, Javier Bernardes Banti realizó sus estudios primarios y secundarios en el colegio San José de Asunción, recibiéndose luego como abogado de la Facultad de Derecho y Ciencias Sociales de la Universidad Nacional de Asunción. Realizó cursos de posgrado en la Facultad de Ciencias Contables y Administrativas de la Universidad Católica "Nuestra Señora de la Asunción", recibiéndose como máster en Administración de Empresas; cursando luego estudios de especialización en Estados Unidos, México y Argentina, entre otros países.
Desde pequeño se logró posicionar como líder estudiantil, participando actualmente de forma activa en distintas actividades gremiales empresariales.
Casado con Patricia Gómez, padre de tres hijos: Javier, Allegra y Athina. 
Actualmente es el representante en Paraguay de varias empresas internacionales, entre las que se encuentra The Walt Disney Company, logrando el regreso de la marca de esa compañía al Paraguay.

## Actividades empresariales
Fundador y director general del Grupo JBB, compuesto por las siguientes empresas: 
- Filmagic Entertainment S.A.: importación y distribución. Representante en el Paraguay de The Walt Disney Company. Distribuidor oficial de Walt Disney Studios, Pixar, Marvel Studios, Lucas Films, Universal International Pictures, Universal Studios, Paramount y Dreamworks, Fox Home Video, MGM, Sony–Columbia y Warner. Agente de marketing y negocios de Disney Consumer Products Latin America.[1]
- Radio Disney Paraguay: Medio de comunicación – Radio FM.[2]
- Radio Farra 101.3 FM: Medio de comunicación – Radio FM.
- Radio Pop 93.3 FM: Medio de comunicación – Radio FM.
- Radio Siete 107.7 FM: Medio de comunicación — Radio FM
- Escenario: productora de eventos y show business.[3][4][5]
- Bernardes-González S.A.: desarrollo inmobiliario.[6][7]
- Dellaterra: producción y comercialización de productos fruti-hortícolas.
- Argos del Paraguay S.R.L.: importación y distribución de artículos de cotillón.
- Entermovil S.A.: comercialización de servicios de valor agregado para empresas de Telefonía Celular.
- Entertainment Center S.A.: entretenimiento para Telefonía Celular.
- Focus Media S.A.: agencia de Medios.
- Asunción Motor Sport S.A.: representante exclusivo de vehículos todo terreno (ATV) Polaris en Paraguay.
- Cines Itaú Multiplaza: salas de cine
- Cine Fuente: salas de cine
- Cine Villa Morra
- Unicanal: Canal de Televisión por Cable; Satelital y abierta de Paraguay
- Trece: Canal de televisión abierta paraguayo.

## Otras actividades
- Cónsul Honorario de la República Dominicana en la República del Paraguay.
- Presidente del Club de Ejecutivos del Paraguay, 2012-2013-2014-2015.
- Fundador y miembro del Directorio de la “Fundación A Todo Pulmón”.
- Miembro Activo del Foro Empresarial.
- Exmiembro Titular de la Comisión Directiva del Club Olimpia.
- Miembro Activo de otros Gremios Empresariales y Clubes Sociales.